# サンパークあじす
サンパークあじすは、山口県山口市阿知須に所在する複合商業施設である。サンパークカリーノあじすとも。

## 概要
1996年（平成8年）3月20日、壽屋（後のカリーノ、壽屋の地域法人である中国寿屋）阿知須店を核店舗とした複合商業施設として開業した。専門店部分には一般専門店のほかに地元商業者で構成する阿知須商業協同組合の店舗が入居し、地元不動産会社の株式会社二の宮が管理を担った。
運営母体の阿知須まちづくり株式会社は、旧阿知須町（後の山口市阿知須）における商業活性化を目的に、特定商業集積法および民活法の認定を受けた同町が策定した「特定商業集積基本構想」に基づき1992年（平成4年）に設立された第三セクターである。設立時の出資構成員は25%の株式を保有する阿知須町を筆頭に、阿知須商業協同組合、株式会社二の宮、株式会社壽屋、株式会社中国壽屋と続き、阿知須町の持分は山口市に引き継がれている。
建物は鉄骨造一部鉄筋コンクリート造地上2階（屋上塔屋一部3階）建てで、延床面積3万3000m2、店舗面積2万192m2（核店舗1万2117m2、専門店5200m2、物販供用m2）、このほか飲食店サービスフロアとして3562m2を有し、阿知須まちづくりが初期投資額として50億円を投じ建設した。当初の出店計画では店舗面積を2万9800m2として大規模小売店舗法に基づく届出を行なっていたが、商業活動調整協議会での審議を経て約30%カットでの開業となった。
2002年（平成14年）に壽屋の民事再生法に基づく再生手続開始申請に伴い、中国壽屋が撤退。壽屋跡の区画には同じ九州発祥のサンリブ阿知須が入居し、以降はサンリブと専門店で構成する複合商業施設として運営している。なお、壽屋（カリーノ）は不動産賃貸に特化した企業として再生したことで当施設のプロパティマネジメントを引き続き担い、アセットマネジメントは阿知須まちづくり株式会社（同じくカリーノの関連会社）が担っている。

## サンパークおのだ（おのだサンパーク）との関係
宇部都市圏東部に位置する当施設に先立つ1983年（昭和58年）、同都市圏西部の小野田市（後の山陽小野田市）に開業したサンパークおのだ（後のおのだサンパーク）とは、同じ壽屋を核店舗としながら運営母体は異なっていたが、当施設と同じく地元官民の発意で開業し、経営的に好調であった同施設を見習い、同じ経営思想のもと運営を図るため同一のネーミングを導入した。
サンパークあじすのテーマソングは、かつてのサンパークおのだにおいて1983年（昭和58年）の開店時からサンパークあじす開店前の1996年（平成8年）まで使用されていたものである（リニューアル後のおのだサンパークで使用されているテーマソングは、2008年のリニューアルオープン以降のもので3代目）。CMの他、店内BGMとして、定時ごとに放送される。

## 沿革
- 1996年（平成8年）3月20日 - 開店。
- 2002年
  - 2月1日 - 核テナントの寿屋が民事再生法に基づく再生手続開始申請に伴い撤退。
  - 7月11日 - サンリブが核テナントとして開店。

## 主なテナント
出店テナント全店の一覧・詳細情報は公式サイト「フロアガイド」を参照。
- 本館棟１F
  - サンリブ
  - JA新鮮館（JA山口県）
  - ドラッグセガミ
  - トヨタカローラ山口
  - カーブス
  - リトルマーメイド
  - シャトレーゼ
  - 保険ひろば
  - ハニーズ
  - メガネのヨネザワ
- 本館棟2F
  - サンリブ
  - 文榮堂
  - DAISO
  - てくもぴあ
  - ニトリ
  - クーアンドリク
  - カワイ音楽教室
  - セイハ英語学院

## 交通アクセス
- 鉄道
  - JR阿知須駅下車、徒歩10分。
- バス
  - JR新山口駅・宇部新川駅から宇部市営バス
  - 秋穂方面から防長交通
- 車
  - 国道190号阿知須バイパス沿線。

## 備考
- 壽屋の撤退からサンリブ開店までは集客が減ったが、サンパークおのだ程ではなかった。これは、壽屋と並んで地元のスーパーマーケットのママポート（2006年5月閉店、廃業）が出店しており、食品スーパーとしての機能は維持していたためである（サンパークおのだも以前は食品スーパーが2つ以上テナントにある時代もあったが、壽屋撤退以前に全て撤退していた）。なお、ママポートが閉店した後、跡地に出店したのはカリーノの子会社が運営する西風市場であった。その後、西風市場が撤退（時期不明)し、2019年4月現在は、JA山口県の運営する、「JA新鮮館」（地産地消の農産品・加工品販売)をはじめ、精肉店・鮮魚店・惣菜店を集めた、「あじ横丁」として食品スーパーに準じた構成となっている。
- 1990年代後半にはテレビ山口 (tys) で平日午前10時の時報のCMを放送していた。この頃tysはTBS系のはなまるマーケット（当時の放送終了は10:20）ではなくフジテレビ系のおはよう!ナイスデイを放送していたため、10時の時報が放送出来たのである。